# Challenge européen 2012-2013
Navigation
Challenge européen 2011-2012 Challenge européen 2013-2014
Le Challenge européen 2012-2013 oppose pour la saison 2012-2013 vingt équipes européennes de rugby à XV : sept françaises, six anglaises, quatre italiennes, une espagnole, une galloise et une roumaine. La compétition se déroule du 11 octobre 2012 au 17 mai 2013 date de la finale disputée à la RDS Arena à Dublin. La compétition est organisée en deux phases. Une première phase de poules se déroule en matchs aller-retour à la fin de laquelle sont issues les cinq équipes ayant terminé en tête de leur groupe. La compétition se poursuit par une phase à élimination directe à partir des quarts de finale.

## Présentation

### Équipes en compétition
| - SU Agen - Bath Rugby - Aviron bayonnais - Union Bordeaux Bègles - Cavalieri Prato - Rugby Calvisano - Gloucester Rugby - FC Grenoble - London Irish - London Wasps | - London Welsh - Mogliano Rugby SSD - Newport Gwent Dragons - USA Perpignan - Rugby Rovigo - Stade français - Stade Montois - Gernika RT - Worcester Warriors - Bucarest Wolves |

### Tirage au sort
Les 20 équipes sont classées en fonction de leurs résultats lors des précédentes éditions des Coupes européennes (Heineken Cup et Challenge européen). Les cinq équipes les mieux classées sont têtes de série. Par ailleurs, chaque pays ne peut avoir qu'une seule équipe par poule, à l'exception de la France qui compte  sept clubs et l'Angleterre qui compte  six clubs. Le tableau suivant présente la répartition des équipes selon les « niveaux » avant le tirage au sort. Leur rang au classement européen est indiqué entre parenthèses. Le tirage au sort des poules a lieu le jeudi 14 juin au siège de l'ERC à Dublin.
| Niveau 1              | Niveau 2                   | Niveau 3                   | Niveau 4                |
| --------------------- | -------------------------- | -------------------------- | ----------------------- |
| Stade français (10)   | London Irish (23)          | Aviron bayonnais (40)      | Stade montois (45)      |
| London Wasps (15)     | Newport Gwent Dragons (31) | Rugby Rovigo (41)          | FC Grenoble (46)        |
| USA Perpignan (16)    | London Welsh (-)           | SU Agen (42)               | Mogliano Rugby SSD (47) |
| Bath Rugby (17)       | Worcester Warriors (35)    | Cavalieri Prato (43)       | Bucarest Wolves (48)    |
| Gloucester Rugby (22) | Rugby Calvisano (39)       | Union Bordeaux Bègles (44) | Gernika RT (-)          |

### Format
Les formations s'affrontent dans une première phase de groupes en matchs « aller/retour » (six matchs pour chacune des équipes soit douze rencontres par groupe). Quatre points sont accordés pour une victoire et deux pour un nul. De plus, un point de bonus est accordé par match aux équipes qui inscrivent au moins quatre essais et un point de bonus est octroyé au club perdant un match par sept points d'écart ou moins. Les vainqueurs de chaque poule ainsi que les équipes issues de la Coupe d'Europe de rugby à XV 2012-2013 qui sont troisième, quatrième et cinquième meilleurs deuxièmes participent aux quarts de finale. Les 4 meilleurs premiers du challenge européen sont classés de 1 à 4 et reçoivent en quart de finale. Les équipes issues de la H Cup sont elles classées de 5 à 7, tandis que le plus mauvais premier du challenge européen est classé numéro 8. Les oppositions en quarts de finale sont définies de la manière suivante : équipe 1 - équipe 8, équipe 2 - équipe 7, équipe 3 - équipe 6 et équipe 4 - équipe 5. La suite de la compétition se fait par élimination directe à chaque tour.

## Première phase

### Notations et règles de classement
Dans les tableaux de classement suivants, les différentes abréviations et couleurs signifient:
|  | Qualifiés pour les quarts de finale. |

Attribution des points : victoire sur tapis vert : 5, victoire : 4, match nul : 2, défaite : 0, forfait : -2 ; plus les bonus (offensif : au moins 4 essais marqués ; défensif : défaite par 7 points d'écart ou moins).
Règles de classement :
- équipes dans la même poule : 1. points terrain ; 2. points terrain obtenus dans les matchs entre équipes concernées ; 3. nombre d'essais marqués dans les matchs entre équipes concernées ; 4. différence de points dans les matchs entre équipes concernées.
- équipes dans des poules différentes : 1. points terrain ; 2. nombre d'essais marqués ; 3. différence de points ; 5. nombre de joueurs obtenus un carton jaune et/ou suspendus ; 6. tirage à pile ou face.

### Poule 1

#### Classement
| Rang | Équipe                | J | V | N | D | Em | Ee | Bo | Bd | Pm  | Pe  | Diff | Pts |
| ---- | --------------------- | - | - | - | - | -- | -- | -- | -- | --- | --- | ---- | --- |
| 1    | Gloucester Rugby      | 6 | 6 | 0 | 0 | 19 | 7  | 3  | 0  | 179 | 86  | +93  | 27  |
| 2    | London Irish          | 6 | 4 | 0 | 2 | 24 | 14 | 2  | 1  | 174 | 129 | +45  | 19  |
| 3    | Stade montois         | 6 | 2 | 0 | 4 | 9  | 21 | 0  | 2  | 100 | 156 | -56  | 10  |
| 4    | Union Bordeaux Bègles | 6 | 0 | 0 | 6 | 7  | 17 | 0  | 2  | 82  | 154 | -72  | 2   |

#### Calendrier des matchs
1re journée
| 11 octobre | Stade Guy-Boniface | Stade montois         | 6 – 11  | Gloucester Rugby |
| 13 octobre | Stade André-Moga   | Union Bordeaux Bègles | 16 – 43 | London Irish     |

2e journée
| 18 octobre | Kingsholm Stadium | Gloucester Rugby | 25 – 13 | Union Bordeaux Bègles |
| 20 octobre | Madejski Stadium  | London Irish     | 69 – 26 | Stade montois         |

3e journée
| 6 décembre | Stade André-Moga | Union Bordeaux Bègles | 13 – 20 | Stade montois    |
| 8 décembre | Madejski Stadium | London Irish          | 22 – 29 | Gloucester Rugby |

4e journée
| 14 décembre | Stade Guy-Boniface | Stade montois    | 18 – 7 | Union Bordeaux Bègles |
| 15 décembre | Kingsholm Stadium  | Gloucester Rugby | 47 – 3 | London Irish          |

5e journée
| 10 janvier | Stade Guy-Boniface | Stade montois         | 14 – 20 | London Irish     |
| 11 janvier | Stade André-Moga   | Union Bordeaux Bègles | 26 – 31 | Gloucester Rugby |

6e journée
| 19 janvier | Kingsholm Stadium | Gloucester Rugby | 36 – 16 | Stade montois         |
| 19 janvier | Madejski Stadium  | London Irish     | 17 – 7  | Union Bordeaux Bègles |

### Poule 2

#### Classement
| Rang | Équipe             | J | V | N | D | Em | Ee | Bo | Bd | Pm  | Pe  | Diff | Pts |
| ---- | ------------------ | - | - | - | - | -- | -- | -- | -- | --- | --- | ---- | --- |
| 1    | USA Perpignan      | 6 | 5 | 0 | 1 | 42 | 6  | 4  | 1  | 293 | 89  | +204 | 25  |
| 2    | Worcester Warriors | 6 | 5 | 0 | 1 | 51 | 7  | 4  | 1  | 354 | 75  | +279 | 25  |
| 3    | Gernika RT         | 6 | 2 | 0 | 4 | 7  | 47 | 0  | 0  | 80  | 309 | -229 | 8   |
| 4    | Rugby Rovigo       | 6 | 0 | 0 | 6 | 6  | 46 | 0  | 1  | 67  | 318 | -251 | 1   |

#### Calendrier des matchs
1re journée
| 13 octobre | Stade Mario-Battaglini     | Rugby Rovigo | 12 – 79 | USA Perpignan      |
| 13 octobre | Urbieta Rugby Sport Centre | Gernika RT   | 5 – 85  | Worcester Warriors |

2e journée
| 20 octobre | Sixways Stadium  | Worcester Warriors | 90 – 3  | Rugby Rovigo |
| 20 octobre | Stade Aimé-Giral | USA Perpignan      | 90 – 12 | Gernika RT   |

3e journée
| 6 décembre | Sixways Stadium            | Worcester Warriors | 22 – 21 | USA Perpignan |
| 8 décembre | Urbieta Rugby Sport Centre | Gernika RT         | 13 – 3  | Rugby Rovigo  |

4e journée
| 15 décembre | Stade Mario-Battaglini | Rugby Rovigo  | 10 – 16 | Gernika RT         |
| 15 décembre | Stade Aimé-Giral       | USA Perpignan | 13 – 6  | Worcester Warriors |

5e journée
| 12 janvier | Urbieta Rugby Sport Centre | Gernika RT   | 15 – 50 | USA Perpignan      |
| 12 janvier | Stade Mario-Battaglini     | Rugby Rovigo | 17 – 80 | Worcester Warriors |

6e journée
| 17 janvier | Stade Aimé-Giral | USA Perpignan      | 40 – 22 | Rugby Rovigo |
| 19 janvier | Sixways Stadium  | Worcester Warriors | 71 – 19 | Gernika RT   |

### Poule 3

#### Classement
| Rang | Équipe                | J | V | N | D | Em | Ee | Bo | Bd | Pm  | Pe  | Diff | Pts |
| ---- | --------------------- | - | - | - | - | -- | -- | -- | -- | --- | --- | ---- | --- |
| 1    | London Wasps          | 6 | 5 | 1 | 0 | 30 | 9  | 3  | 0  | 231 | 92  | +139 | 25  |
| 2    | Aviron bayonnais      | 6 | 4 | 1 | 1 | 26 | 8  | 2  | 0  | 201 | 101 | +100 | 20  |
| 3    | Newport Gwent Dragons | 6 | 2 | 0 | 4 | 19 | 10 | 2  | 3  | 171 | 108 | +63  | 13  |
| 4    | Mogliano SSD          | 6 | 0 | 0 | 6 | 4  | 52 | 0  | 0  | 29  | 339 | -310 | 0   |

#### Calendrier des matchs
1re journée
| 12 octobre | Stade Jean-Dauger | Aviron bayonnais | 71 – 7  | Mogliano SSD          |
| 13 octobre | Adams Park        | London Wasps     | 38 – 25 | Newport Gwent Dragons |

2e journée
| 20 octobre | Rodney Parade          | Newport Gwent Dragons | 19 – 22 | Aviron bayonnais |
| 21 octobre | Stade Maurizio-Quaggia | Mogliano SSD          | 12 – 59 | London Wasps     |

3e journée
| 8 décembre | Stade Maurizio-Quaggia | Mogliano SSD     | 0 – 31  | Newport Gwent Dragons |
| 8 décembre | Stade Jean-Dauger      | Aviron bayonnais | 13 – 13 | London Wasps          |

4e journée
| 13 décembre | Adams Park    | London Wasps          | 30 – 16 | Aviron bayonnais |
| 16 décembre | Rodney Parade | Newport Gwent Dragons | 53 – 3  | Mogliano SSD     |

5e journée
| 10 janvier | Stade Jean-Dauger | Aviron bayonnais | 25 – 22 | Newport Gwent Dragons |
| 12 janvier | Adams Park        | London Wasps     | 71 – 7  | Mogliano SSD          |

6e journée
| 17 janvier | Rodney Parade          | Newport Gwent Dragons | 19 – 20 | London Wasps     |
| 19 janvier | Stade Maurizio-Quaggia | Mogliano SSD          | 0 – 54  | Aviron bayonnais |

### Poule 4

#### Classement
| Rang | Équipe           | J | V | N | D | Em | Ee | Bo | Bd | Pm  | Pe  | Diff | Pts |
| ---- | ---------------- | - | - | - | - | -- | -- | -- | -- | --- | --- | ---- | --- |
| 1    | Bath Rugby       | 6 | 6 | 0 | 0 | 35 | 8  | 5  | 0  | 245 | 79  | +166 | 29  |
| 2    | SU Agen          | 6 | 3 | 0 | 3 | 18 | 13 | 2  | 3  | 154 | 120 | +34  | 17  |
| 3    | Bucureşti Wolves | 6 | 2 | 0 | 4 | 14 | 28 | 1  | 0  | 78  | 188 | -110 | 9   |
| 4    | Rugby Calvisano  | 6 | 1 | 0 | 5 | 14 | 33 | 2  | 1  | 90  | 181 | -91  | 7   |

#### Calendrier des matchs
1re journée
| 13 octobre | Stade Arcul de Triumf | Bucarest Wolves | 17 – 40 | Bath Rugby |
| 13 octobre | Peroni Stadium        | Rugby Calvisano | 31 – 36 | SU Agen    |

2e journée
| 18 octobre | Stade Armandie        | SU Agen         | 22 – 27 | Bath Rugby      |
| 20 octobre | Stade Arcul de Triumf | Bucarest Wolves | 42 – 27 | Rugby Calvisano |

3e journée
| 8 décembre | The Recreation Ground | Bath Rugby      | 67 – 11 | Rugby Calvisano |
| 8 décembre | Stade Arcul de Triumf | Bucarest Wolves | 25 – 22 | SU Agen         |

4e journée
| 14 décembre | Stade Armandie | SU Agen         | 39 – 9 | Bucarest Wolves |
| 15 décembre | Peroni Stadium | Rugby Calvisano | 5 – 39 | Bath Rugby      |

5e journée
| 12 janvier | The Recreation Ground | Bath Rugby      | 19 – 16 | SU Agen         |
| 12 janvier | Peroni Stadium        | Rugby Calvisano | 34 – 20 | Bucarest Wolves |

6e journée
| 18 janvier | Stade Armandie        | SU Agen    | 19 – 9 | Rugby Calvisano |
| 19 janvier | The Recreation Ground | Bath Rugby | 53 – 8 | Bucarest Wolves |

### Poule 5

#### Classement
| Rang | Équipe               | J | V | N | D | Em | Ee | Bo | Bd | Pm  | Pe  | Diff | Pts |
| ---- | -------------------- | - | - | - | - | -- | -- | -- | -- | --- | --- | ---- | --- |
| 1    | Stade français Paris | 6 | 5 | 0 | 1 | 25 | 7  | 4  | 1  | 210 | 105 | +105 | 25  |
| 2    | FC Grenoble          | 6 | 4 | 0 | 2 | 21 | 6  | 3  | 1  | 173 | 81  | +92  | 20  |
| 3    | London Welsh         | 6 | 3 | 0 | 3 | 18 | 18 | 2  | 0  | 171 | 170 | +1   | 14  |
| 4    | Cavalieri Prato      | 6 | 0 | 0 | 6 | 8  | 37 | 1  | 1  | 68  | 276 | -208 | 2   |

#### Calendrier des matchs
Pour avoir aligné un joueur non qualifié lors de la 3e journée, le FC Grenoble (vainqueur 20-9) est sanctionné par l'ERC qui donne le match gagnant sur tapis vert aux London Welsh sur le score de 28 à 0.
1re journée
| 12 octobre | Stade Lesdiguières | FC Grenoble  | 59 – 3  | Cavalieri Prato |
| 13 octobre | Kassam Stadium     | London Welsh | 19 – 68 | Stade français  |

2e journée
| 20 octobre | Stade Enrico-Chersoni | Cavalieri Prato | 31 – 32 | London Welsh |
| 20 octobre | Stade Océane          | Stade français  | 28 – 25 | FC Grenoble  |

3e journée
| 7 décembre | Stade Lesdiguières    | FC Grenoble     | 0 – 28  | London Welsh   |
| 8 décembre | Stade Enrico-Chersoni | Cavalieri Prato | 23 – 37 | Stade français |

4e journée
| 13 décembre | MMArena        | Stade français | 29 – 6  | Cavalieri Prato |
| 15 décembre | Kassam Stadium | London Welsh   | 13 – 27 | FC Grenoble     |

5e journée
| 12 janvier | Kassam Stadium     | London Welsh | 62 – 5 | Cavalieri Prato |
| 12 janvier | Stade Lesdiguières | FC Grenoble  | 15 – 9 | Stade français  |

6e journée
| 19 janvier | Stade Enrico-Chersoni | Cavalieri Prato | 0 – 47  | FC Grenoble  |
| 19 janvier | Stade du Hainaut      | Stade français  | 39 – 17 | London Welsh |

## Phase finale
Les cinq premiers ainsi que trois équipes issues de la Coupe d'Europe de rugby à XV 2012-2013 sont qualifiés pour les quarts de finale. Les huit équipes sont classées dans l'ordre suivant pour obtenir le tableau des quarts de finale : les quatre meilleurs premiers de poule sont classés de 1 à 4 et reçoivent en quart de finale, les trois équipes reversés de H Cup sont classées de 5 à 7 et le plus mauvais premier du challenge européen est classé huitième. Les quarts étant organisés de la manière suivante : le premier rencontre le huitième, le second le septième, le troisième le sixième et le quatrième le cinquième. Un tirage au sort a lieu pour les demi-finales. La finale a lieu à la RDS Arena à Dublin le 17 mai 2013.
Les équipes sont départagées selon les critères suivants :
1. Plus grand nombre de points
2. Nombre d'essais marqués
3. Différence de points

| Rang | Clubs              | Pts | EM | Diff |
| ---- | ------------------ | --- | -- | ---- |
| 1    | Bath Rugby         | 29  | 35 | 166  |
| 2    | Gloucester Rugby   | 27  | 19 | 93   |
| 3    | USA Perpignan      | 25  | 42 | 204  |
| 4    | London Wasps       | 25  | 30 | 139  |
| 5    | Leinster           | 20  | 12 | 28   |
| 6    | Stade toulousain   | 19  | 15 | 48   |
| 7    | Biarritz olympique | 15  | 14 | 22   |
| 8    | Stade français     | 25  | 25 | 105  |

### Tableau
|  | Quarts de finale                                 | Quarts de finale                               |                |    | Demi-finales                                    | Demi-finales                                    |  |  | Finale                                | Finale                                |
|  | Quarts de finale                                 | Quarts de finale                               |                |    | Demi-finales                                    | Demi-finales                                    |  |  | Finale                                | Finale                                |
|  |                                                  |                                                |                |    |                                                 |                                                 |  |  |                                       |                                       |
|  | le 5 avril 2013 au Stade Aimé-Giral, Perpignan   | le 5 avril 2013 au Stade Aimé-Giral, Perpignan |                |    | le 26 avril 2013 au Stade Aimé-Giral, Perpignan | le 26 avril 2013 au Stade Aimé-Giral, Perpignan |  |  | le 17 mai 2013 à la RDS Arena, Dublin | le 17 mai 2013 à la RDS Arena, Dublin |
|  | le 5 avril 2013 au Stade Aimé-Giral, Perpignan   | le 5 avril 2013 au Stade Aimé-Giral, Perpignan |                |    | le 26 avril 2013 au Stade Aimé-Giral, Perpignan | le 26 avril 2013 au Stade Aimé-Giral, Perpignan |  |  | le 17 mai 2013 à la RDS Arena, Dublin | le 17 mai 2013 à la RDS Arena, Dublin |
|  | USA Perpignan                                    | 30                                             |                |    | le 26 avril 2013 au Stade Aimé-Giral, Perpignan | le 26 avril 2013 au Stade Aimé-Giral, Perpignan |  |  | le 17 mai 2013 à la RDS Arena, Dublin | le 17 mai 2013 à la RDS Arena, Dublin |
|  | USA Perpignan                                    | 30                                             |                |    | le 26 avril 2013 au Stade Aimé-Giral, Perpignan | le 26 avril 2013 au Stade Aimé-Giral, Perpignan |  |  | le 17 mai 2013 à la RDS Arena, Dublin | le 17 mai 2013 à la RDS Arena, Dublin |
|  | Stade toulousain                                 | 19                                             |                |    | le 26 avril 2013 au Stade Aimé-Giral, Perpignan | le 26 avril 2013 au Stade Aimé-Giral, Perpignan |  |  | le 17 mai 2013 à la RDS Arena, Dublin | le 17 mai 2013 à la RDS Arena, Dublin |
|  | Stade toulousain                                 | 19                                             | USA Perpignan  | 22 |                                                 |                                                 |  |  | le 17 mai 2013 à la RDS Arena, Dublin | le 17 mai 2013 à la RDS Arena, Dublin |
|  | le 6 avril 2013 au Recreation Ground, Bath       |                                                | USA Perpignan  | 22 |                                                 |                                                 |  |  | le 17 mai 2013 à la RDS Arena, Dublin | le 17 mai 2013 à la RDS Arena, Dublin |
|  |                                                  | Stade français                                 | 25             |    |                                                 |                                                 |  |  | le 17 mai 2013 à la RDS Arena, Dublin | le 17 mai 2013 à la RDS Arena, Dublin |
|  | Bath Rugby                                       | Stade français                                 | 25             | 20 |                                                 |                                                 |  |  | le 17 mai 2013 à la RDS Arena, Dublin | le 17 mai 2013 à la RDS Arena, Dublin |
|  | Bath Rugby                                       |                                                |                | 20 |                                                 |                                                 |  |  | le 17 mai 2013 à la RDS Arena, Dublin | le 17 mai 2013 à la RDS Arena, Dublin |
|  | Stade français                                   | 36                                             |                |    |                                                 |                                                 |  |  | le 17 mai 2013 à la RDS Arena, Dublin | le 17 mai 2013 à la RDS Arena, Dublin |
|  | Stade français                                   | 36                                             | Stade français | 13 |                                                 |                                                 |  |  |                                       |                                       |
|  | le 5 avril 2013 à l'Adams Park, High Wycombe     |                                                | Stade français | 13 |                                                 |                                                 |  |  |                                       |                                       |
|  |                                                  | Leinster                                       | 34             |    |                                                 |                                                 |  |  |                                       |                                       |
|  | London Wasps                                     | Leinster                                       | 34             | 28 |                                                 |                                                 |  |  |                                       |                                       |
|  | London Wasps                                     | le 27 avril 2013 à la RDS Arena, Dublin        |                | 28 |                                                 |                                                 |  |  |                                       |                                       |
|  | Leinster                                         | 48                                             |                |    |                                                 |                                                 |  |  |                                       |                                       |
|  | Leinster                                         | 48                                             | Leinster       | 44 |                                                 |                                                 |  |  |                                       |                                       |
|  | le 4 avril 2013 au Kingsholm Stadium, Gloucester |                                                | Leinster       | 44 |                                                 |                                                 |  |  |                                       |                                       |
|  |                                                  | Biarritz olympique                             | 16             |    |                                                 |                                                 |  |  |                                       |                                       |
|  | Gloucester Rugby                                 | Biarritz olympique                             | 16             | 31 |                                                 |                                                 |  |  |                                       |                                       |
|  | Gloucester Rugby                                 |                                                |                | 31 |                                                 |                                                 |  |  |                                       |                                       |
|  | Biarritz olympique                               | 41                                             |                |    |                                                 |                                                 |  |  |                                       |                                       |
|  | Biarritz olympique                               | 41                                             |                |    |                                                 |                                                 |  |  |                                       |                                       |

### Quarts de finale
| 4 avril 2013 20 h 00 WET | Gloucester Rugby | 31 – 41 (14 – 27) | Biarritz olympique | Kingsholm Stadium, Gloucester 10 273 spectateurs Arbitre : John Lacey |
| 4 avril 2013 20 h 00 WET | Essai(s) : Tindall (13e), Monahan (78e), Edmonds (80e) Transformation(s) : Burns 2 (78e, 80e) Pénalité(s) : Burns 4 (10e, 26e, 34e, 47e) Carton(s) jaune(s) : Chistolini (17e), Britton (29e) |                   | Essai(s) : Thomas 2 (22e, 31e), Héguy (36e), Baby (56e), Burotu (73e) Transformation(s) : Yachvili 5 (22e, 31e, 36e, 56e, 73e) Pénalité(s) : Yachvili (18e) Carton(s) jaune(s) : Harinordoquy (77e) | Kingsholm Stadium, Gloucester 10 273 spectateurs Arbitre : John Lacey |
| 4 avril 2013 20 h 00 WET | |                   | | Kingsholm Stadium, Gloucester 10 273 spectateurs Arbitre : John Lacey |

| 5 avril 2013 20 h 00 CET | USA Perpignan | 30 – 19 (17 – 12) | Stade toulousain                                                                                     | Stade Aimé-Giral, Perpignan 12 452 spectateurs Arbitre : Alain Rolland |
| 5 avril 2013 20 h 00 CET | Essai(s) : Taofifénua (7e), Sid (38e), Vahaamahina (46e) Transformation(s) : Hook 3 (7e, 38e, 46e) Pénalité(s) : Hook 3 (2e, 71e, 75e) Carton(s) rouge(s) : Leo (65e) |                   | Essai(s) : Maka (58e) Transformation(s) : Beauxis (58e) Pénalité(s) : Beauxis 4 (10e, 19e, 22e, 24e) | Stade Aimé-Giral, Perpignan 12 452 spectateurs Arbitre : Alain Rolland |
| 5 avril 2013 20 h 00 CET | |                   | | Stade Aimé-Giral, Perpignan 12 452 spectateurs Arbitre : Alain Rolland |

| 5 avril 2013 20 h 00 WET | London Wasps | 28 – 48 (15 – 20) | Leinster | Adams Park, High Wycombe 9 654 spectateurs Arbitre : Pascal Gaüzère |
| 5 avril 2013 20 h 00 WET | Essai(s) : Wade 2 (1re, 14e), Varndell 2 (65e, 70e) Transformation(s) : Robinson (14e) Pénalité(s) : Robinson 2 (35e, 48e) |                   | Essai(s) : D'Arcy (5e), Madigan (22e), Ross (45e), Kearney (59e), Nacewa (67e) Transformation(s) : Madigan 4 (5e, 22e, 45e, 67e) Pénalité(s) : Madigan 5 (26e, 38e, 44e, 52e, 76e) | Adams Park, High Wycombe 9 654 spectateurs Arbitre : Pascal Gaüzère |
| 5 avril 2013 20 h 00 WET | |                   | | Adams Park, High Wycombe 9 654 spectateurs Arbitre : Pascal Gaüzère |

| 6 avril 2013 13 h 00 WET | Bath Rugby | 20 – 36 (3 – 20) | Stade français | The Recreation Ground, Bath 11 155 spectateurs Arbitre : Nigel Owens |
| 6 avril 2013 13 h 00 WET | Essai(s) : de pénalité (46e), Claassens (65e), Cuthbert (77e) Transformation(s) : Donald (46e) Pénalité(s) : Donald (26e) |                  | Essai(s) : Nayacalevu 2 (20e, 29e), Bonneval 2 (57e, 59e) Transformation(s) : Fillol 2 (20e, 29e) Pénalité(s) : Plisson (17e), Fillol (23e), Porical (80e) Drop(s) : Plisson (69e) Carton(s) jaune(s) : Slimani (37e), LaValla (46e) | The Recreation Ground, Bath 11 155 spectateurs Arbitre : Nigel Owens |
| 6 avril 2013 13 h 00 WET | |                  | | The Recreation Ground, Bath 11 155 spectateurs Arbitre : Nigel Owens |

### Demi-finales
| 26 avril 2013 21 h 00 CET | USA Perpignan                                                                  | 22 – 25 (13 – 9) | Stade français                                                                                                 | Stade Aimé-Giral, Perpignan 12 242 spectateurs Arbitre : George Clancy |
| 26 avril 2013 21 h 00 CET | Essai(s) : Guirado (10e), Hook (22e) Pénalité(s) : Hook 4 (29e, 43e, 49e, 67e) |                  | Essai(s) : Lyons (44e) Transformation(s) : Porical (45e) Pénalité(s) : Porical 6 (8e, 26e, 35e, 52e, 73e, 77e) | Stade Aimé-Giral, Perpignan 12 242 spectateurs Arbitre : George Clancy |
| 26 avril 2013 21 h 00 CET |                                                                                |                  | | Stade Aimé-Giral, Perpignan 12 242 spectateurs Arbitre : George Clancy |

| 27 avril 2013 14 h 30 WET | Leinster | 44 – 16 (24 – 9) | Biarritz olympique | RDS Arena, Dublin 18 500 spectateurs Arbitre : Wayne Barnes |
| 27 avril 2013 14 h 30 WET | Essai(s) : Heaslip 2 (4e, 40e+1), Sexton (39e), Nacewa (50e), O'Driscoll (64e) Transformation(s) : Sexton 3 (4e, 39e, 40e+2), Madigan 2 (51e, 65e) Pénalité(s) : Sexton 2 (27e, 45e), Madigan (55e) |                  | Essai(s) : Héguy (68e) Transformation(s) : Yachvili (68e) Pénalité(s) : Yachvili 3 (18e, 24e, 37e) Carton(s) jaune(s) : Ngwenya (45e) | RDS Arena, Dublin 18 500 spectateurs Arbitre : Wayne Barnes |
| 27 avril 2013 14 h 30 WET | |                  | | RDS Arena, Dublin 18 500 spectateurs Arbitre : Wayne Barnes |

### Finale
| 17 mai 2013 20 h 00 WET | Leinster | 34 – 13 (21 – 6) | Stade français                                                                                 | RDS Arena, Dublin 20 396 spectateurs Arbitre : Nigel Owens |
| 17 mai 2013 20 h 00 WET | Essai(s) : Madigan (2e), Cronin (19e), Kearney (27e), Healy (78e) Transformation(s) : Sexton 4 (3e, 20e, 29e, 78e) Pénalité(s) : Sexton 2 (53e, 62e) |                  | Essai(s) : Sinzelle (65e) Transformation(s) : Plisson (66e) Pénalité(s) : Porical 2 (25e, 40e) | RDS Arena, Dublin 20 396 spectateurs Arbitre : Nigel Owens |
| 17 mai 2013 20 h 00 WET | |                  |                                                                                                | RDS Arena, Dublin 20 396 spectateurs Arbitre : Nigel Owens |

## Statistiques

### Meilleurs réalisateurs
| Rang | Joueur          | Club                  | Points | Essais | Transf. | Pén. | Drops |
| ---- | --------------- | --------------------- | ------ | ------ | ------- | ---- | ----- |
| 1    | Freddie Burns   | Gloucester Rugby      | 86     | 1      | 9       | 21   | 0     |
| 2    | Nicky Robinson  | London Wasps          | 65     | 1      | 15      | 10   | 0     |
| 3    | Paul Griffen    | Rugby Calvisano       | 57     | 1      | 11      | 10   | 0     |
| 4    | Tom Prydie      | Newport Gwent Dragons | 55     | 1      | 7       | 12   | 0     |
| 5    | Alex Davies     | London Welsh          | 52     | 1      | 10      | 9    | 0     |
| 6    | Joe Carlisle    | Worcester Warriors    | 50     | 2      | 20      | 0    | 0     |
| -    | Declan Cusack   | Gernika RT            | 50     | 1      | 3       | 13   | 0     |
| -    | James Hook      | USA Perpignan         | 50     | 2      | 5       | 11   | 1     |
| 9    | Jérôme Porical  | Stade français        | 47     | 0      | 4       | 13   | 0     |
| 10   | Raphaël Lagarde | SU Agen               | 43     | 0      | 8       | 9    | 0     |

### Meilleurs marqueurs
| Rang | Joueur              | Club               | Essais |
| ---- | ------------------- | ------------------ | ------ |
| 1    | Adrien Planté       | USA Perpignan      | 6      |
| 2    | Andrew Short        | Worcester Warriors | 5      |
| 3    | David Lemi          | Worcester Warriors | 4      |
| -    | Joffrey Michel      | USA Perpignan      | 4      |
| 4    | Rémi Bonfils        | Stade Français     | 3      |
| -    | Max Stelling        | Worcester Warriors | 3      |
| -    | Sailosi Tagicakibau | London Irish       | 3      |
| -    | Topsy Ojo           | London Irish       | 3      |